# Campionato centramericano femminile di pallacanestro 2014
Il 20º Campionato dell'America Centrale e Caraibico Femminile di Pallacanestro FIBA (noto anche come FIBA Centrobasket for Women 2014) si è svolto dal 22 al 26 luglio del 2014 a Monterrey in Messico. Il torneo è stato vinto dalla nazionale cubana.
I FIBA Centrobasket sono una manifestazione contesa dalle squadre nazionali di Messico, Centro America e Caraibi, organizzata dalla CONCENCABA (Confederazione America Centrale e Caraibi), nell'ambito della FIBA Americas.

## Squadre partecipanti
- Costa Rica
- Cuba
- El Salvador
- Giamaica
- Isole Vergini Americane
- Messico
- Porto Rico
- Rep. Dominicana

## Classifica finale
| Pos | Squadra | V-P |
| --- | --- | --- |
|     | Cuba4 Carbonell, 5 Casanova, 6 Galindo, 7 Gelis, 8 Romero, 9 Amargo, 10 García, 11 Cepeda, 12 Noblet, 13 Ochoa, 14 Oquendo, 15 Ávila, All. Alberto Zabala                        | 5-0 |
|     | Porto Rico4 Rosado, 5 Gibson, 6 Valentín, 7 Bermúdez, 8 Cortijo, 9 Cabrera, 10 Jones, 11 García, 12 Morales, 13 Meléndez, 14 Plácido, 15 Ojeda, All. Jerry Batista               | 4-1 |
|     | Rep. Dominicana4 Guzmán, 5 Morton, 6 Estrella, 7 Paniagua, 8 Abreu, 9 Evangelista, 10 Gómez, 11 Molina, 12 Cáceres, 13 Santos, 14 Andújar, 15 Monsac, All. Ariel Portuondo       | 3-2 |
| 4   | Isole Vergini Americane4 Barry, 5 Carey, 6 Day, 7 Evans, 8 Hendrickson, 9 Javois, 10 Martínez, 11 Richards, 12 Bough, 13 Griffith, 14 Hamilton, 15 Williams, All. William Colón  | 2-3 |
| 5   | Messico4 Camacho, 5 Romo, 6 Estrada, 7 Asencio, 8 Beltrán, 9 Bernal, 10 Guardiola, 11 García, 12 Sánchez, 13 Lara, 14 Tapia, 15 Valenzuela, All. Elsa Hayashi                    | 3-2 |
| 6   | Giamaica4 Richards, 5 Gardner, 6 Smith, 7 Gordon, 8 S. Dixon, 9 Byfield, 10 Mitchell, 11 Latouche, 12 Jackson, 14 L. Dixon, 15 Ashmeade, All. Simone Edwards                     | 2-3 |
| 7   | El Salvador4 Martínez, 5 Rodríguez, 6 Helena, 7 Campos, 8 Larín, 9 Heredia, 10 Savery, 11 Escobar, 12 Calderón, 13 Palacios, 14 Funes, All. Roberto Morales                      | 1-4 |
| 8   | Costa Rica4 Matamoros, 5 Gálvez, 6 Acosta, 7 Jiménez, 8 Alvarado, 9 M. Chaves, 10 Vargas, 11 Betancourt, 12 A. Chaves, 13 Mayorga, 14 Corrales, 15 Orozco, All. Mariela Iglesias | 0-5 |